# Fabio Bordonali
Fabio Bordonali (Brescia, 25 dicembre 1963) è un dirigente sportivo ed ex ciclista su strada italiano.

## Biografia
Nato nel 1963 a Brescia, ha iniziato a praticare il ciclismo nel 1969, a 6 anni.
Negli ultimi 2 anni da dilettante ha vinto il Trofeo Luigi Masseroni nel 1983 e il Trofeo Sportivi Magnaghesi, con la G.S. Carrera - Inoxpran, nel 1984.
Nel 1985, a 22 anni, è passato professionista con la Carrera, e in quell'anno ha vinto una cronosquadre al Tour de Suisse. Nel 1986 ha partecipato per la prima volta al Giro d'Italia, terminando 90º, e alla sua unica Parigi-Roubaix, chiudendo 18º. Nel 1987 ha preso parte alla sua prima Milano-Sanremo, arrivando 110º, mentre nel 1988 ha esordito alla Vuelta a España, terminando 64º, e ha partecipato al suo unico Giro delle Fiandre, chiudendo 70º.
Passato alla Malvor nel 1989, con questa squadra ha ottenuto i suoi 2 successi da professionista: la 1ª tappa della Vuelta a Andalucía (da Malaga a Benalmádena) e la classifica generale di quest'ultima.
Nel 1990 ha corso con la Diana, con la quale ha conquistato la Cronostaffetta, una cronosquadre a Cepagatti.
Dal 1991 al 1993 è stato alla Gis Gelati (poi Mercatone Uno).
Ha chiuso la carriera nel 1994, a 31 anni, dopo una stagione alla Brescialat, con la partecipazione a 8 Giri d'Italia (6 terminati, miglior piazzamento il 29º del 1993), 6 Vuelte a España (4 terminate), 5 Milano-Sanremo (miglior piazzamento il 27º del 1991), 1 Giro delle Fiandre e 1 Parigi-Roubaix.
Dopo il ritiro è stato d.s. e team manager dal 1995 al 2009 per l'ultima squadra in cui aveva corso, la Brescialat, poi diventata Liquigas, Cage Maglierie, Tenax e LPR. Dal 2011 al 2015 ha gestito invece la De Rosa/Utensilnord.

## Palmarès
- 1983 (dilettanti)

Trofeo Luigi Masseroni
- 1984 (dilettanti)

Trofeo Sportivi Magnaghesi
- 1989 (Malvor, due vittorie)

1ª tappa Vuelta a Andalucía (Malaga > Benalmádena)
Classifica generale Vuelta a Andalucía

### Altri successi
- 1985 (Carrera)

9ª tappa, 1ª semitappa Tour de Suisse (Appenzello, cronosquadre)
- 1990 (Diana)

1ª tappa, 2ª semitappa Cronostaffetta (Cepagatti, cronosquadre)
Classifica generale Cronostaffetta

## Piazzamenti

### Grandi Giri
- Giro d'Italia

1986: 90º
1988: 84º
1989: 82º
1990: 121º
1991: 73º
1992: ritirato
1993: 29º
1994: ritirato
- Vuelta a España

1988: 64º
1989: 96º
1990: ritirato
1992: 87º
1993: 77º
1994: ritirato (19ª tappa)

### Classiche monumento
- Milano-Sanremo

1987: 110º
1989: 101º
1991: 27º
1993: 46º
1994: 80º
- Giro delle Fiandre

1988: 70º
- Parigi-Roubaix

1986: 18º